# 12173 Lansbergen
12173 Lansbergen è un asteroide della fascia principale. Scoperto nel 1977, presenta un'orbita caratterizzata da un semiasse maggiore pari a 2,7389626 UA e da un'eccentricità di 0,0584568, inclinata di 3,42576° rispetto all'eclittica.